# Canal Magdalena

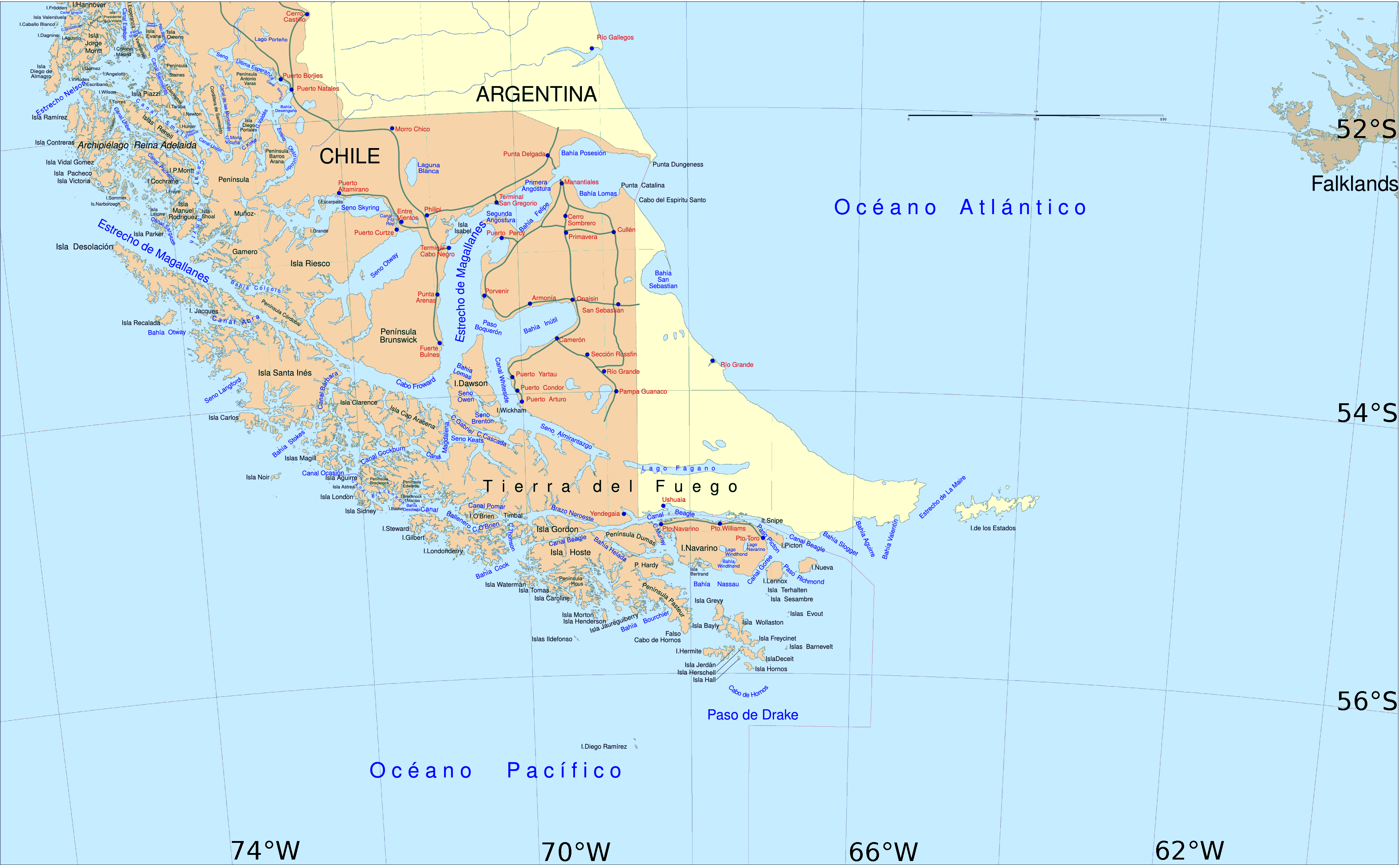
Canal Magdalena, des de l'estret de Magallanes fins al canal Cockburn.

El Canal Magdalena és un estret al sud de Xile i es troba al sud de l'Estret de Magallanes, concretament a la separació entre l'illa Capitán Aracena de la Terra del Foc. Després d'un canvi en direcció a l'oest, el Canal Magdalena enllaça amb el Canal Cockburn. L'estret es troba també dins del Parc Nacional Alberto de Agostini.